# Massacre de la rue Marszałkowska

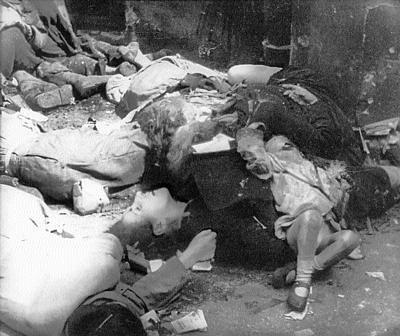
L’image d’archives de l’insurrection, présentant les victimes de l’exécution dans la rue Marszałkowska 111.

Le massacre du 111 de la rue Marszałkowska à Varsovie est un crime commis sur la population civile du quartier Śródmieście Południowe de Varsovie commis par les Allemands lors de l'insurrection de Varsovie. Le 3 août 1944, un équipage de l’automitrailleuse allemande fusille 30 à 44 civils polonais (des habitants des maisons 109, 111 et 113 de la rue Marszałkowska près de l’auberge "Pod Światełkami"). 

## Déroulement du massacre
Pendant les premiers jours d’août 1944, dans la partie de la rue Marszałkowska séparée par les rues Chmielna et Złota, il n’y avait aucune bataille importante en cours. Le 3 août à 11 h 0, une automitrailleuse allemande arrive et en remontant la rue vers l'ouest, tire sur les maisons. Arrêtée devant le no 113, ses occupants en sortent et entre dans la cour de l'immeuble puis dans celui du no 111. Selon le témoignage d'un locataire, Piotr Grzywacz, la troupe se compose d’un Allemand et de 8 Ukrainiens, habillés en uniformes de la SS. Le rapport du commandant du district de Varsovie d’Armia Krajowa, le général Albin Skroczyński dit « Łaszcz », parle de 6 soldats dont une majorité d'Ukrainiens.
Les SS ordonnent aux habitants de sortir immédiatement dans la cour et environ 40 personnes obéissent. Rassemblés devant l'auberge « Pod Światełkami », ils sont mis face aux mitrailleuses et fusillés. Le nombre exact des victimes est inconnu. Le rapport de « Łaszcz » mentionne de 20 à 30 victimes. Selon Piotr Grzywacz, il y avait 37 victimes. Par contre Maja Motyl et Stanisław Rutkowski, les auteurs de la publication « Powstanie Warszawskie – rejestr miejsc i faktów zbrodni », estiment le nombre de victimes à 44. Parmi les habitants des maisons de la rue Marszałkowska 109, 111 et 113, il y a des femmes et des enfants.

## Épilogue
Après, la troupe allemande essaye de quitter le bâtiment, mais sont bloqués par des tirs des insurgés provenant de l'hôtel Metropol (au coin de la rue, dans l'angle avec la rue Złota). Les Allemands restent bloqués toute la journée. Le lendemain, la troupe d’assaut de l’unité du District de Varsovie d’Armia Krajowa entre dans l'immeuble et fait deux prisonniers Ukrainiens et en tue d'autres pendant les combats. Les prisonniers avouent leur crime et accusent leur commandant - un Allemand. Après l’interrogatoire, les deux prisonniers sont fusillés.